# Le Meurtre de Roger Ackroyd
Pour les articles homonymes, voir Ackroyd (homonymie).
Pour l'adaptation télévisée, voir Le Meurtre de Roger Ackroyd (téléfilm).
Le Meurtre de Roger Ackroyd (anglais : The Murder of Roger Ackroyd) est un roman policier d'Agatha Christie, écrit et publié en 1926 au Royaume-Uni chez Collins.
À King's Abbot, commune fictive de la campagne britannique, Roger Ackroyd est assassiné dans son bureau. Le détective belge Hercule Poirot s'est installé dans ce village après avoir pris sa retraite. Il mène l'enquête, accompagné de son voisin, le docteur Sheppard, qui est également le narrateur de l'œuvre.
Malgré le grand nombre de critiques suscitées à l'époque par un tour de force narratif, ce roman a rendu Agatha Christie mondialement célèbre et reste parmi les plus célèbres de son œuvre. La romancière utilise avec virtuosité les techniques de manipulation pour détourner l'attention du lecteur.
Dans un petit village britannique tranquille et fictif, King's Abbot, une dame - Mme Ferrars - assassine son mari et est victime d'extorsions jusqu'à ce que, n'en pouvant plus, elle se suicide. L'homme qu'elle aimait, Roger Ackroyd, reçoit une lettre révélant le nom de l'extorqueur qui l'a conduite à une fin si funeste. Mais avant même qu'il n'apprenne l'identité du personnage, Roger Ackroyd est assassiné. Poirot, récemment retiré à King's Abbott, est appelé pour tenter de résoudre cette sombre affaire. Le roman est écrit sous la forme d'une narration par le Dr Sheppard. La fin du roman est considérée comme l'une des plus surprenantes et inattendues de toute la collection d'Agatha Christie.

## Personnages
Selon François Rivière, beaucoup de personnages sont des stéréotypes de l'univers du roman policier avec lesquels Agatha Christie joue. La romancière mettrait en œuvre « une esthétique du récit qui évacue sans nul scrupule toute vraisemblance psychologique pour ne laisser sur l'échiquier de l'histoire que les archétypes du drame feutré, mondain, éperdument ironique, soumis à une trajectoire superbement snob, et pour tout dire génial. »

### Les Sheppard
Le docteur Sheppard est médecin à King's Abbot. Il vit avec sa sœur Caroline. Narrateur, son récit des événements conduit le lecteur à la découverte du coupable. Célibataire, en apparence calme, il consacre son temps libre au bricolage et au jardinage. Dans le chapitre 17, sa sœur et Poirot lui reprochent d'être faible et velléitaire. Pour François Rivière, Sheppard est un « snob de province, mijauré, peu sympathique [qui] au départ ne surprend pas. Il est précis, laconique, assez falot, très narrateur, très Watson ».
Caroline Sheppard nous est présentée comme une vieille fille vivant avec son frère, curieuse, bavarde et toujours informée des événements du village par le réseau de ses connaissances. Elle semble toujours avoir une longueur d'avance sur son jeune frère, qu'elle qualifie de faible. Pour François Rivière, c'est « la citoyenne la plus avisée de King's Abott. » Sa curiosité lui vaut d'être comparée par son frère à une mangouste, celle du Livre de la jungle de Rudyard Kipling.
Caroline préfigurerait Miss Marple. À son propos, Agatha Christie écrit dans son autobiographie : « Il est possible que Miss Marple soit née du plaisir que j'avais pris à brosser le portrait de la sœur du Dr Sheppard [...] Elle avait été mon personnage préféré dans le livre, une vieille fille caustique, curieuse, sachant tout, entendant tout : la parfaite détective à domicile ».

### Enquêteurs
Hercule Poirot est à la retraite. Il s'est installé à King's Abbot, à côté des Sheppard. Sa première apparition est comique : déçu par le résultat de son jardinage, il jette un potiron qui frôle la tête de son voisin, le docteur Sheppard, et atterrit à ses pieds. C'est une entrée « par les cintres », digne d'une opérette. À plusieurs reprises, le narrateur ou un des personnages jugent le détective belge ridicule, à cause de son apparence, de ses manies ou de son comportement. Et plusieurs fois, Sheppard décrit Poirot d'un regard plutôt sceptique.
À la demande de Flora Ackroyd et de Caroline Sheppard, qui veulent innocenter Ralph Paton, Poirot entame sa propre enquête après avoir annoncé qu'il irait jusqu'au bout. Le détective estime assez vite que l'enquête officielle n'est pas menée de façon satisfaisante. Il conduit donc ses propres interrogatoires « par des moyens imprévisibles », se concentrant obstinément sur des détails négligés par la police.
L'inspecteur Raglan mène officiellement l'enquête. Il forme avec Poirot un duo classique, « qui associe par contraste un policier idiot et un détective brillant [et qui] fait que nous nous trouvons face à deux enquêtes, conduisant à des conclusions différentes. » Pour François Rivière, « tout se joue entre Poirot, qui sait qu'il va gagner, et Sheppard, qui pense qu'il va lui aussi gagner la partie. »

### Famille et amis d'Ackroyd
Roger Ackroyd est un industriel et un riche gentilhomme campagnard vivant dans une des plus grandes propriétés de King's Abbot, Fernly Park. Veuf de deux femmes, il entretient une liaison avec Mrs Ferrars. Au début du roman, on apprend que celle-ci a assassiné son mari un an auparavant et est victime d'un chantage qui la pousse au suicide. Elle a écrit à son amant le nom du coupable, et c'est cette lettre qu'Ackroyd reçoit le soir où il se fait assassiner.
Ralph Paton est le fils de la première femme de Roger Ackroyd. L'industriel l'a adopté et le considère comme son fils. Paton a 25 ans et est endetté. Hercule Poirot révélera à la fin que Ralph est secrètement marié à Ursula Bourne, la femme de chambre. Ralph s'est disputé avec son père après lui avoir appris ce secret. Il disparaît après le meurtre : le docteur Sheppard, sous prétexte de le protéger des poursuites, le dissimule dans une clinique pour attiser les soupçons sur lui. Il devient rapidement le suspect idéal. Il contribue ainsi à détourner l'attention du lecteur du vrai coupable, participant ainsi à l'illusion narrative. Il joue ainsi le rôle de fantasme, de faux-semblant et d'« instance génératrice d'une bonne partie de l'histoire. »
La belle-sœur d'Ackroyd, Mrs Cecil Ackroyd, et sa nièce, Flora, viennent de s'installer à Fernly Park, chez l'industriel. Mrs Cecil est la veuve d'un frère apparemment un peu louche. Flora entretient une idylle avec le fils adoptif d'Ackroyd, Ralph Paton. Mère et fille ont de grands besoins d'argent. À Poirot, Mrs Cecil révélera qu'elle a lu en secret le testament de son beau-frère, et Flora qu'elle subtilise de l'argent et des bibelots à son oncle.
La maison accueille aussi le major Hector Blunt, chasseur de fauves, ami de Roger Ackroyd chez qui il s'installe quand il vient en Angleterre. Il tombera amoureux de Flora. Selon François Rivière, le major et Mrs Ackroyd « n'ont que des attributions bien ternes. »

### Personnel de maison
Insistant sur le caractère stéréotypé des personnages, François Rivière écrit : « les domestiques ont de la superbe, mais l'on sent trop que ce qu'ils servent, c'est le récit. »
Parker est le majordome qui apporte la lettre à Ackroyd, force la porte du bureau avec le docteur et découvre le corps. Du fait de son rôle, c'est le seul des domestiques avec qui l'on fait connaissance en détail. On apprend qu'il a fait chanter son précédent employeur, ce qui en fait lui aussi un suspect. La femme de chambre Ursula Bourne a été renvoyée au moment où le roman commence. Poirot devinera qu'elle est secrètement mariée avec Ralph Paton, qu'elle retrouvait dans le pavillon. Elle se confie à Sheppard, Poirot et Caroline vers la fin du roman.
À côté des domestiques, on fait la connaissance de Geoffrey Raymond, secrétaire particulier d'Ackroyd. C'est un jeune homme très discret, aux « attributions bien ternes » lui-aussi, selon François Rivière. Enfin, Elizabeth Russell est la gouvernante de Roger Ackroyd, en poste depuis 5 ans. Elle aurait pu se marier avec lui, mais l'arrivée de Mrs Cecil Ackroyd et de sa fille, ainsi que la liaison de l'industriel avec Mrs Ferrars, semble avoir ruiné ses plans. Pour François Rivière, elle « joue au début du livre un personnage idiot et on jurerait qu'elle le sait. » Elle rencontre en secret son fils dans le pavillon du jardin. Il s'agit de Charles Kent, drogué, vagabond, que son statut marginal transforme en suspect idéal.

## Résumé
L'intrigue se déroule à King's Abbott, petite bourgade de la campagne anglaise. Le docteur James Sheppard, le narrateur, n'a pu sauver Mme Ferrars, qui vient de se suicider. Il est invité par Roger Ackroyd, grand industriel, ami très proche du docteur et amoureux de Mme Ferrars. La veille, celle-ci lui a confié avoir empoisonné son mari, un an auparavant, et être victime d'un maître-chanteur dont elle n'a pu lui donner le nom de vive voix. Ackroyd révèle tout ceci au docteur après le dîner, quand Parker, le maître d'hôtel, apporte le courrier, dans lequel se trouve une lettre de Mme Ferrars. L'industriel demande à être seul dans son bureau pour la lire. Le docteur rentre chez lui. Dans la nuit, il est appelé par une personne qui, se faisant passer pour le maître d'hôtel, lui dit qu'Ackroyd a été assassiné. Le docteur retourne à la résidence, et demande au majordome de forcer la porte du bureau de l'industriel. Celui-ci est mort, poignardé dans la nuque.
La police commence son enquête et interroge les personnes présentes : l'entourage de Roger Ackroyd, composé de sa nièce Flora, sa belle-sœur Mme Cecil Ackroyd, son ami Hector Blunt ; le personnel de maison, le secrétaire particulier Geoffroy Raymond, le maître d'hôtel Parker, la femme de chambre Ursula Bourne qu'Ackroyd vient de renvoyer, et la gouvernante Elisabeth Russel. Les soupçons se portent sur un vagabond que le docteur a croisé dans le jardin, en sortant de chez Ackroyd, puis sur Ralph Paton, fils de la première femme d'Ackroyd, que celui-ci a adopté. Paton a disparu. Flora Ackroyd, promise au mariage avec son cousin Ralph, et Caroline Sheppard, sœur du docteur, demandent à Hercule Poirot, voisin des Sheppard, de mener sa propre enquête. Le détective belge, qui vient de prendre sa retraite dans la région, accepte. Le Dr Sheppard, le narrateur, devient le confident et l'allié de Poirot dans l'enquête ; sa sœur Caroline s'amuse quant à elle à tenir au courant le détective de toutes les rumeurs du village.
En apparence, le meurtre a eu lieu aux environs de dix heures : Flora a été vue sortant du bureau à cette heure, et on a entendu une discussion entre Ackroyd et un inconnu. La police recherche activement Ralph Paton, convaincue de sa culpabilité, notamment à cause des empreintes des chaussures devant la fenêtre du bureau d'Ackroyd. Pendant deux jours d'enquête, Poirot s'attache à des détails négligés par la police : pourquoi a-t-on appelé le docteur pour le prévenir en pleine nuit du meurtre ? Pourquoi un meuble du bureau d'Ackroyd, une bergère, a-t-il été déplacé après le crime ? Combien de paires de chaussures Paton détient-il ? Qui se trouvait dans le pavillon et y a laissé un morceau de batiste (tissu) ? À qui appartient l'alliance retrouvée dans le bassin ? Pourquoi manque-t-il quarante livres dans une enveloppe contenant une forte somme d'argent que Mr Ackroyd avait placée dans un tiroir d'un meuble qui se trouvait dans sa chambre plus tôt dans la soirée du meurtre ?
Poirot dénoue des intrigues qui paralysent son enquête. Le jour du meurtre, Mrs Ackroyd, la belle-sœur de la victime, avait cherché à prendre connaissance de son testament. Elle lui dérobait certains bibelots qu'elle comptait vendre à fort prix. Le soir du meurtre, Miss Flora Ackroyd a été surprise (alors qu'elle quittait la chambre de Roger en lui volant quarante livres) par le maître d'hôtel, elle a donc fait semblant de quitter le bureau de son oncle — ce qui modifie les données sur l'heure du crime. Geoffrey Raymond, de son côté, avait des dettes. Parker avait fait chanter son précédent employeur ; il avait donc peur qu’on l’accuse du chantage de Mrs Ferrars. Miss Russell a un fils caché qui se drogue, Charles Kent : c'est lui que le docteur a surpris le soir du meurtre. Ursula et Ralph s’étaient mariés quelques mois auparavant le 13 mars sans que ni miss Flora ni personne le sache ; seul Roger Ackroyd était au courant le jour de son meurtre, et c’est pour cette raison que la domestique a été renvoyée.
Poirot réunit tous les protagonistes. Il révèle que Miss Russell rencontre son fils dans le pavillon, que Ralph Paton et Ursula Bourne se rencontrent aussi au même endroit, ce qui explique la présence du bout de batiste appartenant à l'uniforme d’Ursula Bourne. Il annonce également que Roger Ackroyd était mort lorsque Blunt l'a entendu parler : c'est en fait son dictaphone, mis en marche par le meurtrier, qui a produit le son de sa voix. Par la même occasion, il avertit l'entourage d'Ackroyd que le meurtrier est dans la salle et qu'il le dénoncera à la police le lendemain. Poirot fait alors entrer Ralph Paton. Le docteur Sheppard reconnaît l'avoir caché dans une clinique.
Poirot demande à ce dernier de rester, alors que les autres participants de la réunion se retirent. Poirot récapitule les indices et donne le nom du coupable : Sheppard lui-même. C'était lui qui faisait chanter Mrs Ferrars car il avait deviné qu'elle avait empoisonné son mari, lui qui a tué Ackroyd après qu'on lui a apporté le courrier accusateur, puis organisé une mise en scène en ayant recours à un dictaphone déclenché automatiquement pour donner l'impression qu'Ackroyd parlait encore après son départ et tromper les enquêteurs sur l'heure de la mort de l'industriel. C'est toujours lui qui a dérobé à Ralph Paton ses chaussures et laissé des empreintes devant la fenêtre. C'est encore lui qui a demandé à un de ses patients de l'appeler en pleine nuit pour lui donner une occasion de retourner à la résidence, découvrir le meurtre et dissimuler le dictaphone en déplaçant la bergère, puis, une fois seul, en le remettant dans son sac.
Par égard pour Caroline, Poirot laisse une alternative à Sheppard : aller en prison ou se suicider, option que choisit le docteur. Mais Sheppard avait sans doute déjà pour projet de se suicider puisqu'il voulait publier son récit pour montrer un crime non élucidé par Poirot.

## Élaboration du roman
C'est le premier roman qu'Agatha Christie écrit pour son nouvel éditeur, William Collins, chez qui elle est ensuite restée. L'idée d'un narrateur coupable lui aurait d'abord été suggérée par une discussion avec son beau-frère qui aurait affirmé vouloir lire un roman où Watson serait coupable. Plus tard, Lord Mountbatten lui aurait demandé par courrier une histoire où le narrateur serait l'assassin. Dans son autobiographie, Agatha Christie ne décrit pas le processus d'écriture, indiquant simplement : « L'idée me paraissait ingénieuse, et j'y réfléchis longuement. Elle présentait d'énormes difficultés. ».
Le roman est dédié « à Punkie », surnom de la sœur d'Agatha Christie, Madge Watts .

## Accueil par la critique littéraire
Le livre fut très critiqué par les pairs d'Agatha Christie, qui voyaient dans la pirouette narrative constitutive du livre une atteinte aux principes du roman policier de l'époque, principes codifiés par un ecclésiastique, Ronald Knox. Dissimuler l'auteur du crime derrière le narrateur s'apparentait pour les puristes du genre à une trahison. Seule la romancière Dorothy L. Sayers, elle aussi théoricienne du genre, défendit avec vigueur Agatha Christie. Dans son autobiographie, la romancière affirme ne pas avoir triché :

« Certes, beaucoup prétendent que Le Meurtre de Roger Ackroyd est une tricherie. Mais qu'ils le lisent avec attention, et ils verront qu'ils se trompent. Une phrase ambiguë permet de dissimuler les inévitables sauts dans le temps. Quant au Dr Sheppard, il éprouve un malin plaisir à n'écrire que la vérité : pas toute la vérité, mais la vérité tout de même. »

Le Times Literary Supplement du 10 juin 1926, commentait : 

« Il s'agit d'un polar bien écrit dont le seul reproche serait peut-être qu'il y ait un trop grand nombre d'incidents bizarres sans réel rapport avec le crime et qui doivent être élucidés avant de pouvoir découvrir le vrai criminel ».
 
L'article continuait par un bref résumé du livre avant de conclure par : 

« Ce qui semble le plus surprenant, c'est que le grand Hercule Poirot, détective belge à la retraite, réussisse à résoudre cette énigme. On peut affirmer avec certitude que très peu de lecteurs en seraient capables. »

Dans un long article du New York Times Book Review du 18 juillet 1926, on pouvait lire :

« Il y a sans doute de nombreux romans policiers plus passionnants et plus effrayants que "Le Meurtre de Roger Ackroyd", mais très peu qui récemment offrent une analyse aussi exaltante. Ce roman, bien qu'il ne soit pas au niveau des meilleurs, se trouve dans la tradition des contes de Poe ou des romans de Sherlock Holmes. L'auteur, au lieu d'utiliser son talent à susciter frissons et sensations fortes, se consacre à résoudre l'énigme de façon logique et conventionnelle.»

[…]

«Mlle Christie n'est pas uniquement une romancière experte doublée d'une remarquable narratrice, elle sait aussi, plutôt bien, ne dévoiler que le minimum d'indices concernant le véritable meurtrier. En l'occurrence, grâce à l'ingéniosité de l'auteur, l'identité du meurtrier s'avère franchement déconcertante étant donné son rôle dans l'histoire ; et pourtant la description vague du personnage en fait un suspect tout à fait convenable. Le lecteur expérimenté le repèrera probablement, mais on peut dire à coup sûr qu'il aura souvent des doutes pendant le déroulement de l'intrigue. »

The Observer, le 30 mai 1926, déclarait :

« Nul n'est plus habile que Mlle Christie dans la manipulation de fausses pistes superflues et de faux-fuyants ; mais de cette façon "Le meurtre de Roger Ackroyd" tient le lecteur en haleine du début jusqu'à une fin plutôt inattendue. Il est dommage que sur deux points importants ‒ la nature de la solution et l'utilisation du téléphone ‒ Mlle Christie ait été précédée par un autre roman récent. Il est vrai que dans ce domaine particulier, tout a été tellement pratiqué qu'il est difficile de trouver quelque chose de nouveau. Toutefois, le récit de Mlle Christie se distingue de la plupart des autres par sa cohérence, sa justesse et le fait que les personnages vivent, bougent et ont leur propre personnalité : les bavardages sentimentaux de Caroline pourraient être ajoutés à n'importe quel roman. »

The Scotsman du 22 juillet 1926, affirmait :

« Lorsque dans la dernière douzaine de pages du roman policier de Mlle Christie, la réponse est donnée à la question : "Qui a tué Roger Ackroyd ?" ; le lecteur sentira qu'il a été honnêtement, ou insidieusement, mystifié. Jusque-là, il a été ballotté de chapitre en chapitre pour ou contre la culpabilité probable des huit ou neuf personnes qui pouvaient être soupçonnées. »

[…] 

« Chaque personnage, dans cette histoire semble avoir un secret personnel à cacher, et la découverte de chaque secret est impérative dans l'ajustage des pièces du puzzle, mais à la fin il s'avère que sans qu'on ait pu s'en douter c'est le docteur lui-même qui est le coupable. Ce roman peut être recommandé comme l'un des plus habiles et les plus originaux du genre. »

Robert Barnard dans Un talent pour surprendre : Un hommage à Agatha Christie, soutient :

« Mis à part, et c'est un énorme "mis à part", que la solution soit sensationnelle, c'est un Christie assez conventionnel. » 

[…]

« Un classique, mais il y a de meilleurs Christies. »

Laura Thompson (en), biographe de Christie, remarque :

« "Le Meurtre de Roger Ackroyd" est l'idéal, la perfection du roman policier. Il repose sur le plus élégant de tous les rebondissements ; le narrateur qui se révèle être le meurtrier. Ce dénouement n'est pas simplement un effet de l'intrigue : il crée un canevas pour l'entière conception du roman et il le modèle de façon nouvelle et éblouissante. Ce n'était pas une idée tout-à-fait nouvelle […] ce n'était pas complètement sa propre idée […] mais ici, Mlle Christie a mis en forme une idée qu'elle aurait mérité d'avoir. Et elle seule pouvait la mettre en valeur aussi complètement. Elle seule avait le contrôle nécessaire, la volonté de s'abstraire en tant qu'auteur pour laisser clairement rayonner son intrigue. »

Edmund Wilson, le célèbre critique littéraire américain, condamnait dans les années 1944-1946 le genre policier dans son ensemble lors de trois rubriques publiées par The New Yorker. La seconde rubrique, du 20 janvier 1945, était intitulée : « Qui s'intéresse au meurtre de Roger Ackroyd ? ».
Pierre Bayard, professeur de littérature et écrivain, dans Qui a tué Roger Ackroyd ? reconsidère le roman d'Agatha Christie en proposant une autre solution. Il plaide en faveur d'un meurtrier différent — Caroline, la sœur de Sheppard — et prétend que Christie inconsciemment protégeait le vrai coupable.
Le scandale n'empêcha pas Le Meurtre de Roger Ackroyd d'être selon Agatha Christie son « plus grand succès », « succès immense » attesté par François Rivière ou par Pierre Bayard pour qui « l'originalité du procédé a assuré à l'œuvre un succès immense et en a fait un des romans les plus célèbres de l'histoire littéraire », même au-delà du genre policier. Le roman assure la postérité de la romancière.

## Analyse

### Statut du narrateur
L'usage de la première personne n'est pas rare dans le roman policier : que l'on pense au docteur Watson, à Arthur Hastings ou l'infirmière narratrice de Meurtre en Mésopotamie. Dans Le Meurtre de Roger Ackroyd, Agatha Christie joue avec l'ambiguïté de cette énonciation. Ainsi parce que nous sommes habitués à avoir confiance dans l'instance de narration, nous ne remarquons pas que nous prenons connaissance de l'histoire par le biais d'un assassin : « Comme le livre est monologique, la première personne finit par se confondre avec une fonction : celle du narrateur omniscient — sur le modèle du narrateur balzacien — dépositaire de tout le savoir de l'histoire […] Confondu avec ce narrateur impersonnel, le « je » tend à cesser d'être un personnage comme les autres pour devenir un porte-parole de la vérité. »
Roland Barthes décrit le procédé narratif ainsi : « Le lecteur cherchait l'assassin derrière tous les « il » de l'intrigue : il était sous le « je ». Agatha Christie savait parfaitement que dans le roman, d'ordinaire, le « je » est témoin, c'est le « il » qui est acteur. »
Le statut du narrateur est d'autant plus complexe qu'il y a deux récits de longueur inégale,. L'un commence avec l'annonce de la mort de Mrs Ferrars et se termine au chapitre 20. Il s'agit des notes qu'est censé prendre le docteur au fur et à mesure des événements. L'autre raconte les dernières entrevues de Poirot, la réunion de tous les protagonistes, la discussion du détective belge et du médecin et la confession de Sheppard. Dans la fiction, Sheppard rédige cette dernière partie pendant la nuit, dans le délai que Poirot lui laisse pour se suicider. Entre ces deux parties, Poirot a demandé au narrateur de lui confier ses notes, la première partie, et c'est en les lisant qu'il acquiert la certitude de la culpabilité de Sheppard . Il y a une grande hétérogénéité entre les deux récits, car comme le souligne Pierre Bayard, « le premier texte nous présente un narrateur insoupçonnable [...], le second tend progressivement à l'accuser. Et au récit apaisé et distant succède peu à peu une narration angoissée. »
François Rivière relève « l'admirable duplicité » de Sheppard, qui permet de tromper le lecteur. Cette duplicité se manifeste notamment quand il écrit : « Je suis assez satisfait de moi comme écrivain », et où il commente le passage où il sort du bureau de Roger Ackroyd. De fait, certains passages forment une mise en abyme du roman et des procédés d'écriture. C'est le cas de la scène du jeu de Mah-Jong, au chapitre 16 véritable anthologie de commérages. Le narrateur y signale à plusieurs reprises que les invités des Sheppard ne disent pas la vérité. Caroline dit à son frère médecin, qui refuse de participer à la discussion : « tu sais certainement quelque chose d'intéressant ». Enfin, les joueurs, à l’exception du narrateur, se livrent à des hypothèses, comme le lecteur, sur l'origine de l'alliance retrouvée par Poirot. Ces procédés de mise en abyme contribuent ainsi à « mieux nous dérouter. »

### Procédés classiques pour tromper le lecteur
Le statut du narrateur n'est pas le seul moyen de tromper le lecteur. Agatha Christie en utilise de nombreux autres, classiques dans le roman policier, qui ont pour objet de déguiser le coupable et de détourner l'attention du lecteur. L'assassin est une personne présentée comme calme, de bonne composition, avec de l'humour, dont la nature ne correspond pas à l'idée qu'on peut se faire d'un meurtrier. C'est un médecin respecté de tout le village, moins soupçonnable que Ralph Paton, Charles Kent ou Parker. Proche de Poirot pendant l'enquête, il a tout de Hastings, l'irréprochable témoin des aventures du détective belge. Enfin, il dispose d'un solide alibi, puisqu'on a entendu Ackroyd parler après le départ de Sheppard. Le meurtrier produit cette illusion au moyen d'un dictaphone, qui a enregistré la voix de sa victime, et qu'il a trafiqué pour qu'il se déclenche automatiquement. Pour Pierre Bayard, « l'importance accordée dans le livre au truquage sonore montre bien qu'Agatha Christie n'avait pas une totale confiance dans le procédé consistant à faire occuper par l'assassin la place du narrateur », donc qu'il était nécessaire de recourir à d'autres outils de duperie. L'utilisation de « moyens mécaniques » pour arriver à ses fins est par ailleurs rare chez Agatha Christie.
L'attention du lecteur est détournée par d'autres suspects, comme Ralph Paton, Parker ou Charles Kent. Les mensonges de Flora, de sa mère ou du secrétaire d'Ackroyd attisent la suspicion sur ces personnages. Des intrigues secondaires produisent des indices qui parasitent l'enquête et lancent le lecteur sur des fausses pistes, comme le font l'alliance ou le tuyau de plume, trouvés dans le jardin par Poirot. Sheppard lui-même laisse une fausse piste en mettant les empreintes de la victime sur l'arme du crime.
Le tour de force narratif ne doit donc pas faire oublier qu'il est un outil, parmi d'autres, pour empêcher le lecteur d'accéder à la vérité. Comme l'écrit François Rivière, « dans ce livre se retrouvent tous les caractères de l'hypocrisie romanesque enfin réunis, toutes les astucieuses combines de l'écrivain retors, l'art éminent du dialogue chargé d'étouffer les remords de l'auteur et d'étoffer les faux-semblants de ses rapports malins avec le lecteur... »

### Discours à double entente
Le narrateur est l'assassin, et le lecteur ne s'en rend pas compte. Cela implique, pour éviter des mensonges patents qui n'auraient pas convenu au genre, que le récit ait recours à une technique d'écriture que Pierre Bayard nomme le « discours à double entente ». De nombreux énoncés offrent deux interprétations possibles, très différentes, souvent opposées, selon qu'on les lise en connaissant le coupable ou non.

C'est notamment le cas où Sheppard évoque ses sentiments : à l'inverse d'un Hastings, narrateur innocent et naïf, qui n'a pas à masquer ces émotions, le narrateur du Meurtre de Roger Ackroyd « ne peut jamais exprimer ses sentiments réels alors que la forme de la narration l'y contraint ». Ainsi, avant le meurtre, Ackroyd révèle à Sheppard l'existence d'un maître-chanteur. Le médecin évoque son angoisse : 

« Soudain, l'image de Ralph Paton et de Mrs Ferrars surgit dans ma mémoire. Je les revis tout près l'un de l'autre, leurs têtes se touchant presque. Et si... Non, impossible. Ralph m'avait accueilli avec une telle franchise, cet après-midi même... Non, c'était absurde ! »

 À une première lecture, le lecteur pense que Sheppard est effrayé à l'idée que Ralph Paton soit le maître-chanteur. Mais l'angoisse du narrateur est liée au fait que Mrs Ferrars ait pu se confier à Ralph et lui révéler le nom du maître-chanteur. Face à la progression de l'enquête, le discours à double entente se fait plus présent, marquant l'inquiétude du narrateur qui ne cesse de grandir.
De plus, ce double discours a une fonction ironique, clin d'œil en vue d'une deuxième lecture. C'est le cas lorsque Sheppard écrit : 

« J'eusse aimé dire à Caroline que nombre d'assassins avaient d'excellentes manières, mais la présence de Flora m'en empêcha »

 C'est aussi le cas lorsqu'il joue sur les questions de vérité et de secret, à propos des raisons de la mort de Mrs Ferrars, dans le premier chapitre : 

« En tant que médecin, il va de soi que je suis tenu au secret professionnel. »

Ce procédé d'écriture indispensable à l'illusion policière, qui masque et déguise la vérité en même temps, fait que, « contrairement à l'image traditionnelle du roman policier, qui a la réputation d'être écrit en vue d'une lecture unique, Le Meurtre de Roger Ackroyd est un livre au moins double, explicitement composé en vue de sa relecture. »  François Rivière va plus loin en affirmant que dans le roman, « tout ce qui est dit est faux deux fois : la première, lorsque le lecteur fait lentement la découverte du criminel — meurtrier de et du roman ; la seconde, lorsque relisant le roman, il s'interroge à nouveau sur la stratégie mensongère d'Agatha et qu'il la démonte irrésistiblement. »

### Mensonge par omission

#### Le récit du meurtre escamoté
Le mensonge par omission est le dernier procédé qui entretient l'illusion narrative. L'oubli le plus célèbre, car commenté par Sheppard lui-même dans le dernier chapitre, concerne le meurtre lui-même. Ackroyd et le docteur sont dans le bureau de ce dernier, Parker vient d'apporter la lettre de Mrs Ferrars, où celle-ci dénonce son maître-chanteur. Sheppard insiste pour rester pendant qu'Ackroyd lit, mais ce dernier insiste pour qu'on le laisse seul. Le docteur écrit alors : 

« La lettre lui avait été remise à neuf heures moins vingt. Il ne l'avait toujours pas lue quand je le quittai, à neuf heures moins dix exactement. J'hésitai un instant sur le seuil, la main sur la poignée, et me retournai en me demandant si je n'oubliais rien. »

Le meurtre doit donc se produire entre la première et la deuxième phrase et il est évident que Sheppard ne peut pas le raconter dans des notes destinées à être publiées. Confondu par Hercule Poirot, Sheppard commente ce passage. Il se dit « content de (ses) talents d'écrivain, et en particulier du paragraphe » cité. Il ajoute : 

« On ne pouvait mieux dire, et, comme vous voyez, tout est vrai. Mais imaginez que j'aie fait suivre la première phrase d'une ligne de points de suspension. Quelqu'un aurait-il seulement cherché à savoir ce qui avait pu se passer pendant ces dix minutes? »

 Même s'il sous-entend que signaler l'ellipse aurait été plus honnête, Sheppard n'en soutient pas moins qu'il n'a dit que la vérité. C'est donc bien le mensonge par omission qui permet à Agatha Christie de se défendre d'avoir triché — comme elle le fait dans un entretien avec Francis Wyndham ou dans son autobiographie (voir section « Accueil par la critique littéraire »).
Cet oubli est donc fondamental à l'économie du récit, ce que n'ont pas manqué de noter de nombreux commentateurs. François Rivière écrit par exemple : « Là, entre ces deux phrases jetées brièvement et du bout des lèvres par notre assassin de la bonne tenue romanesque gît un abîme. Un cercueil, devrais-je dire, dans lequel — avec innocence et hystérie — ont été ensevelis les restes d'un humanisme littéraire dont Mrs Christie et le Detective Novel réunis font bien peu de cas. »
Le récit ne précise pas ce qu'est devenue la lettre de Mrs Ferrars, et si l'on peut la supposer probablement détruite par l’assassin, rien ne l'indique dans son minutieux récit relatant les moindres détails du meurtre.

#### Un procédé systématique et fondamental
La célébrité de ce passage ne doit pas faire oublier les autres omissions volontaires du narrateur. Pour Uri Eisenzweig, « la non-description du meurtre lui-même n'est qu'une parmi des dizaines, en fait des centaines d'autres. » Tout ce qui concerne la préparation du meurtre est omis : le vol des bottes dans la chambre d'hôtel où réside Ralph Patton, la subtilisation du poignard dans la vitrine du salon d'Ackroyd, la fabrication des fausses empreintes sous les fenêtres de la victime, la préparation du dictaphone, entre autres. C'est aussi le cas de tout ce qui a trait au mobile, notamment le chantage qu'il exerçait sur Mrs Ferrars.
Parler d'ellipse narrative serait donc insuffisant, tant le procédé est systématique. Gérard Genette nomme le procédé « paralipse », qu'il définit ainsi : « il est une autre sorte de lacunes, d'ordre strictement moins temporel, qui consistent non plus en l'élision d'un segment diachronique, mais en l'omission d'un des éléments constitutifs de la situation, dans une période en principe couverte par le récit ».

### Erreur judiciaire?
En 1998, Pierre Bayard écrit un livre, publié aux Éditions de Minuit, intitulé Qui a tué Roger Ackroyd ? Il y avance l'hypothèse que Poirot se trompe et souligne les nombreuses faiblesses de son raisonnement. Cette étude critique est également l'occasion d'une réflexion sur la part de délire propre à toute interprétation, que ce soit celle d'un romancier ou d'un critique littéraire.

#### Incohérences
En particulier, Pierre Bayard revient sur le peu de temps dont aurait disposé le docteur Sheppard pour commettre le meurtre ; sur son absence de motivations ; sur son rôle pour le moins ambigu durant l'enquête ; et enfin sur le fait qu'il n'avoue jamais, même dans les dernières lignes, avoir commis le crime.

#### Une autre solution
Pierre Bayard avance donc la possibilité d'un autre coupable : ce serait Caroline Sheppard la meurtrière, son frère acceptant le blâme pour la protéger.

## Honneurs
Le Meurtre de Roger Ackroyd occupe la 5e place au classement des cent meilleurs romans policiers de tous les temps établi en 1990 par la Crime Writers' Association.
Le Meurtre de Roger Ackroyd occupe également la 12e place au classement américain des cent meilleurs livres policiers établi en 1995 par l'association des Mystery Writers of America.

## Éditions
Édition originale en anglais
- (en) Agatha Christie, The Murder of Roger Ackroyd, Londres, William Collins, Sons, 1926 — Édition britannique
- (en) Agatha Christie, The Murder of Roger Ackroyd, New York, Dodd, Mead & Co., 1926 — Édition américaine

Éditions en langue française
- Le Meurtre de Roger Ackroyd (trad. Miriam Dou-Desportes), Paris, Librairie des Champs-Élysées, coll. « Le Masque » (no 1), 1927, 254 p. (BNF 31945459)
- Le Meurtre de Roger Ackroyd (trad. Miriam Dou-Desportes), Paris, Librairie des Champs-Élysées, coll. « Le Livre de poche no 617 », 1960, 288 p. (BNF 32950726)
- Le Meurtre de Roger Ackroyd (trad. de l'anglais par Miriam Dou-Desportes), Paris, Librairie des Champs-Élysées, coll. « Le Club des Masques » (no 415), 1980, 252 p. (ISBN 2-7024-1021-9, BNF 34643112)
- Le Meurtre de Roger Ackroyd (trad. Miriam Dou-Desportes), Paris, Hachette, coll. « Le Livre de poche. Club » (no 8191), 1988, 288 p. (ISBN 2-01-014277-2, BNF 34996925)
- Le Meurtre de Roger Ackroyd (trad. Françoise Jamoul), vol. 2 : Les années 1926-1930, Paris, Librairie des Champs-Élysées, coll. « Intégrale du Masque », 1990, 1268 p. (ISBN 2-7024-2087-7, BNF 35338232) — Ce volume omnibus contient les romans publiés par Agatha Christie de 1926 à 1930 dans de nouvelles traductions intégrales.
- Le Meurtre de Roger Ackroyd (trad. Françoise Jamoul), Paris, Le Livre de poche, 2006, 221 p. (ISBN 2-253-00696-3)
- Le Meurtre de Roger Ackroyd (trad. de l'anglais par Françoise Jamoul), Paris, Éditions du Masque, coll. « Le Masque » (no 1), 1992, 285 p. (ISBN 2-7024-2317-5, BNF 35516388)
- Le Meurtre de Roger Ackroyd (trad. de l'anglais par Françoise Jamoul), Paris, Éditions du Masque, coll. « Le Club des Masques » (no 415), 1997, 221 p. (ISBN 2-7024-1390-0, BNF 36180887)
- Le Meurtre de Roger Ackroyd (trad. de l'anglais par Miriam Dou-Desportes), Paris, Hachette jeunesse, coll. « Le Livre de poche. Jeunesse » (no 937), 2003, 381 p. (ISBN 2-01-322135-5, BNF 39027334)
- Le Meurtre de Roger Ackroyd (trad. de l'anglais par Françoise Jamoul), Paris, Éditions du Masque, coll. « La Bibliothèque idéale d'Agatha Christie vue par Martin Parr » (no 7), 2013, 340 p. (ISBN 978-2-7024-4005-6, BNF 43677272)

## Adaptations

### Au théâtre
En 1928, Le Meurtre de Roger Ackroyd fait l'objet d'une adaptation théâtrale, écrite par Michael Morton et intitulée Alibi. Une première version du texte déplut fortement à la romancière : le prénom de Poirot était changé en Beau, le détective était rajeuni et entouré de jolies jeunes femmes. Agatha Christie réussit à convaincre le producteur, Gerald du Maurier, de rendre le personnage plus proche de celui du roman. Malgré ces modifications, la pièce prend des libertés par rapport à l'œuvre originale. Par exemple, une idylle se noue entre le détective belge et Caroline Sheppard.
La première eut lieu le 15 mai 1928, au Prince of Wales Theatre à Londres. Charles Laughton y joue le rôle de Poirot. Avec 250 représentations, la pièce connut un certain succès.
Fatal Alibi est l'adaptation de cette pièce à Broadway. Laughton conserve le rôle de Poirot. La première eut lieu le 8 février 1932. Le succès n'est pas au rendez-vous et la pièce, jouée au Booth Theatre, s'arrête après 24 représentations. Le roman fut adapté en France par Jacques Deval sous le titre de Signor Brocoli, nouvel avatar d'Hercule Poirot. La première représentation eut lieu le 7 septembre 1932 au Théâtre des Nouveautés.

### À la radio
Une adaptation radiophonique, écrite par Jean Cosmos et réalisée par Pierre Billard est diffusée le 22 octobre 1957 sur la Chaîne Parisienne (RTF). Henri Crémieux y prête sa voix à Poirot, tandis que Georges Chamarat de la Comédie Française incarne Sheppard.

### À la télévision
Dans le cadre de la série Hercule Poirot, une adaptation télévisée du roman sort en 2000 avec David Suchet dans le rôle du détective. Pour respecter l’œuvre d'origine, le détective relit le journal intime d'un meurtrier et revit cette enquête qui l'a marqué. De ce fait, le narrateur de l'histoire est le lecteur du journal intime de Sheppard, mais le journal manque le dernier chapitre en raison du suicide de son auteur lorsqu'il se retrouve démasqué par Poirot dans les instants qui suivront en tentant d'échapper à la police. De ce fait, le dernier chapitre est raconté par Poirot aux spectateurs et explique que cette affaire le fait sortir de sa retraite.
L'Échec de Poirot, une adaptation télévisée russe réalisée en 2000 par Sergei Ursuliak avec Konstantin Raïkine dans le rôle du détective.

### En bande dessinée
En 2004, Le Meurtre de Roger Ackroyd a été adapté en bande dessinée par Bruno Lachard (scénario et dessin) et Ongalro (coloriste) dans la collection Agatha Christie des éditions Emmanuel Proust (tome 8).

#### Analyses
- Roland Barthes, Le Degré zéro de l'écriture, Le Seuil, 1953
- Pierre Bayard, Qui a tué Roger Ackroyd ?, Paris, Éditions de Minuit, coll. « Double », 2008, 3e éd., 188 p. (ISBN 978-2-7073-2043-8)Réédition, avec une postface de Josyane Savigneau
- Agatha Christie (trad. de l'anglais), Une autobiographie, Paris, Le Livre de poche, 1977 (réimpr. 2002 pour l'édition de poche), 985 p. (ISBN 978-2-253-11861-9), p. 597-599
- Uri Eisenzweig, Le Récit impossible, Christian Bourgois, 1986
- Marc Escola, « Pierre Bayard contre Hercule Poirot », Acta Fabula, no 1,‎ printemps 2000 (lire en ligne)
- Gérard Genette, Figures III, Éditions du Seuil, 1972
- Dario Gibelli, « Le paradoxe du narrateur dans Le Meurtre de Roger Ackroyd », Poétique, no 92,‎ 1992
- Denis Mellier, « Le miroir policier ou la question de la relecture dans Le Meurtre de Roger Ackroyd », Les Cahiers des Paralittératures,‎ 1994
- François Rivière, Agatha Christie, duchesse de la mort : biographie, Paris, Le Livre de poche, 2001, 282 p. (ISBN 978-2-253-12619-5, lire en ligne)